# 多糖
多醣（英語：polysaccharide，polycarbohydrate）由多個單醣分子脫水聚合，以糖苷键连接而成，可形成直鏈或者有分支的長鏈，水解后得到相应的單醣和寡糖。例如用来储存能量的淀粉和糖原，以及用来组成生物结构的纤维素和甲壳素。一般经验上是将含有超过10个单糖单元者称为多糖，而寡糖则含有3到10个单糖单元，但精确的取舍点根据惯例有所不同。
多糖常常由略带修饰的重复单元构成。由于结构不同，多糖高分子和构成它的单糖分子性质迥异，可能无定形，甚至不溶于水。
自然界中存在的糖类（如葡萄糖、果糖和甘油醛）一般为单糖，通式为(CH2O)n，其中{\displaystyle n\geq 3}。与此相对，多糖的通式为 Cx(H2O)y，其中x与y通常在200到2500之间。鉴于多糖通常由六碳糖构成，多糖的通式也可写作(C6H10O5)n，其中{\displaystyle 40\leq n\leq 3000}。
多糖是一种重要的生物高分子，在生物中有储存能量和组成结构的作用。淀粉（包括直链淀粉和支链淀粉）是葡萄糖的聚合物，在植物中用来储存能量。动物将能量储存在糖原（也叫动物淀粉）中。糖原也是由葡萄糖聚合而成，但分子中支链更多。动物更活跃，所以利用的是代谢更快的糖原。
纤维素和甲壳素是两种组成生物结构的多糖。纤维素构成植物的细胞壁，可谓地球上数量最多的有机分子。纤维素应用广泛，不仅在造纸业和纺织业中举足轻重，而且是生产人造丝、醋酸纤维素、赛璐珞、硝化纤维等的原料。甲壳素结构和纤维素类似，但支链中含有氮，所以强度更高。其存在于节肢动物的外骨骼和真菌的细胞壁中。甲壳素也有很多作用，比如可用作手术缝合线。

## 化學性質
1. 無甜味
2. 不溶於水
3. 不能通過細胞膜，不可直接被吸收，故必須先水解成單糖，才可被細胞吸收和利用
4. 只能形成膠體[來源請求]
5. 非還原糖
6. 無變旋性
7. 有旋光性

## 分類
- 均一多醣：由一種單糖分子縮合而成的多糖。

常見的有澱粉、糖原、纖維素等。
- 不均一多醣：由不同的單糖分子縮合而成的多糖。

常見的有透明質酸、硫酸軟骨素等。

## 生物學功能
某些多醣，如纖維素和几丁質(CHITIN)，可構成植物骨架。
澱粉和糖原等多糖可作為生物體儲存能量的物質。
不均一多醣，如氨基葡萄糖，出現於几丁質是昆蟲和節肢動物外殼的主要成份。
另外，部份多糖亦會通過共價鍵與蛋白質構成蛋白聚糖發揮生物學功能，如作為機體潤滑劑、識别外來組織的細胞、血型物質的基本成分等；或與脂質結合成糖脂質，這些糖稱為複合糖，是構成細胞的材料之一。

## 外部連結
- Polysaccharide Structure （页面存档备份，存于）

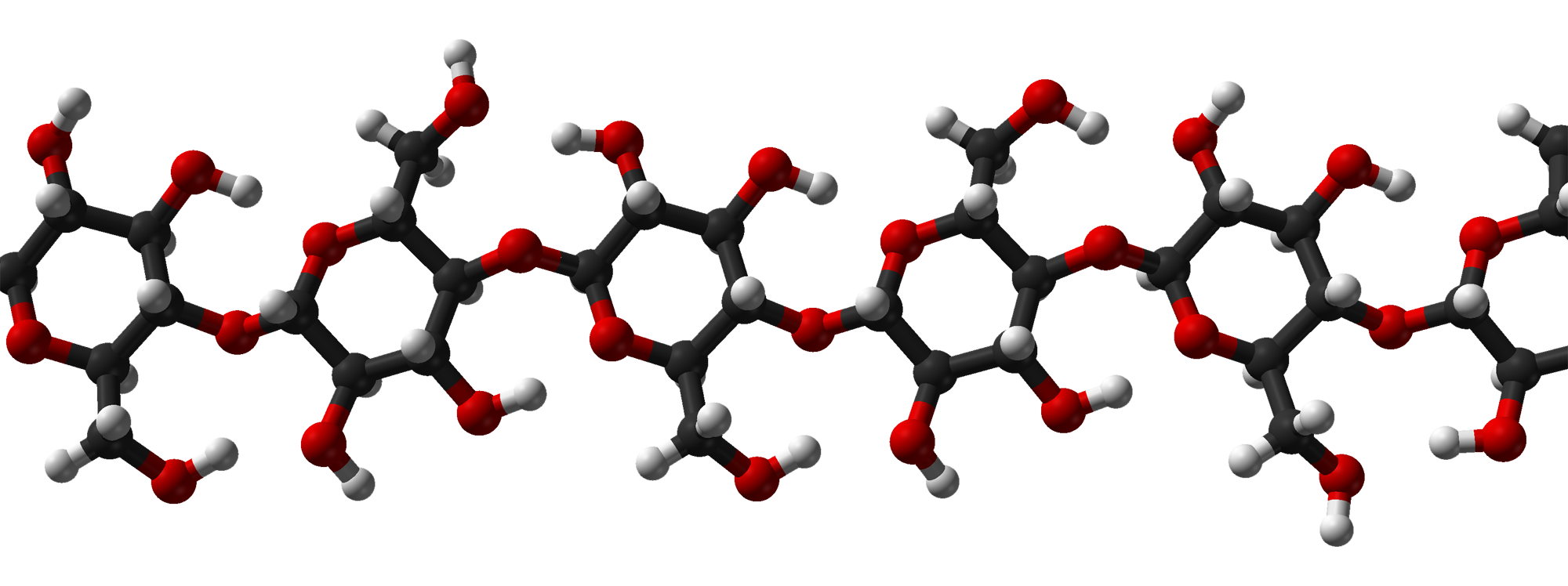
纤维素的球棍模型圖

直鏈澱粉是葡萄糖的直鏈聚合物，主要以α鍵（1→4）連接，它可以由幾千個葡萄糖單元組成。淀粉由直链淀粉和支链淀粉组成。

- Applications and commercial sources of polysaccharides（页面存档备份，存于）
- European Polysaccharide Network of Excellence